# Caio de Silveira
Caio César Franco de Silveira, né le 3 mars 1966 à Leme, dans l'État de São Paulo, au Brésil, est un ancien joueur brésilien de basket-ball. Il évolue durant sa carrière au poste d'ailier.